# Die Parallaxe
Die Parallaxe (Originaltitel: Parallax) ist die dritte Episode der ersten Staffel der US-amerikanischen Science-Fiction-Fernsehserie Star Trek: Raumschiff Voyager. Sie wurde in englischer Sprache erstmals am 22. Januar 1995 auf UPN ausgestrahlt. In Deutschland war sie zum ersten Mal am 28. Juni 1996 in einer synchronisierten Fassung bei Sat.1 zu sehen.

## Handlung
Als die Voyager ihren Heimweg aus dem Delta-Quadranten antritt, nehmen die Spannungen zwischen der Sternenflotte und den Maquis-Besatzungsmitgliedern zu, und es kommt zu kurzen Feindseligkeiten. Sowohl Captain Kathryn Janeway als auch Chakotay sind sich jedoch einig, dass sie die beiden Crews zusammenführen müssen, um die durch die katastrophalen Ereignisse entstandenen Lücken zu füllen. Chakotay schlägt B’Elanna Torres, eine der freimütigeren Maquis, als Chefingenieurin vor.
Als das Schiff in der Nähe einer Quantensingularität vorbeifliegt, entdeckt die Crew der Voyager ein Schiff, das im Ereignishorizont der Singularität feststeckt. Da sie keinen Kontakt mit dem Schiff haben, versuchen sie, näher heranzufliegen, um das Schiff mit Traktorstrahlen anzugreifen, doch dabei werden weitere Systeme der Voyager beschädigt. Janeway befiehlt der Besatzung, die Voyager zu einem nahe gelegenen Planeten zu bringen, um Hilfe für das gefangene Schiff zu suchen. Nachdem jedoch einige Zeit vergangen ist, findet sich die Besatzung an der Singularität wieder und erkennt schnell, dass das Schiff, das sie sehen, das gleiche ist wie zuvor, nämlich die Voyager selbst, die durch die Singularität quasi gespiegelt wurde. Das Schiff ist in ihr gefangen, und sie beeinträchtigt mehrere Systeme.
Schließlich entdecken sie Öffnung im Raum, an dem die Voyager in die Singularität hineingeflogen ist, die aber inzwischen geschrumpft ist, so dass die Voyager nicht mehr durch sie hindurchkommt. Janeway nimmt Torres, die sich mit Singularitäten auskennt, in einem Shuttle zu der Öffnung mit und benutzt die Schilde des Shuttles, um die Öffnung so weit zu vergrößern, dass die Voyager hindurchgehen kann. Das Ergebnis ist jedoch eine Beschädigung ihrer Kommunikationssysteme; als sie zur Voyager zurückkehren, finden sie zwei Versionen des Schiffes vor, die beide für ihre Sensoren real zu sein scheinen. Obwohl sie sich heftig darüber streiten, welches Schiff die richtige Voyager ist, trifft Janeway die Entscheidung und wählt das richtige Schiff aus. Die Voyager verlässt die Singularität sicher und beginnt mit den Reparaturen.

## Produktion

### Drehbuch
Ursprünglich sollte B’Elanna Torres bereits im Pilotfilm zum Chefingenieur befördert werden; die Produzenten entschieden sich jedoch dafür, die Beförderung erst in dieser Folge durchzuführen.

### Darsteller
Martha Hackett hat hier ihren ersten von 13 Auftritten als Seska in der Serie Star Trek: Raumschiff Voyager. Sie hatte zuvor bereits eine Rolle in der finalen Doppelfolge 7.25/26 (Gestern, heute, morgen) von Raumschiff Enterprise – Das nächste Jahrhundert übernommen; die mit ihr gedrehte Szene wurde aber in der finalen Fassung nicht verwendet. Danach hatte sie in der Doppelfolge 3.01/02 (Die Suche) von Star Trek: Deep Space Nine Subcommander T’Rul gespielt.

## Rezeption
Keith DeCandido bewertete Die Prallaxe 2020 auf tor.com als eine nur leicht überdurchschnittliche Folge von Star Trek: Raumschiff Voyager. Sein Hauptkritikpunkt war der laxe Umgang mit wissenschaftlichen Begriffen, was letztlich zu einer völlig realitätsfernen Darstellung realer kosmischer Phänomene führte. Gut fand er hingegen die Charaktermomente, die Janeway als Wissenschaftlerin und Torres als Technikerin, soie Chakotay als Fürsprecher seiner ehemaligen Maquis-Besatzung weiterentwickeln.
Auf der Website Doux Reviews hieß es: „Das Hauptproblem dieser Folge ist, dass sie einfach langweilig ist.“